# Вапняр, Лара
Лара Вапняр (англ. Lara Vapnyar; род. 1971, Москва) — американская писательница.
Окончила Московский педагогический государственный университет.
В 1994 году эмигрировала с семьёй в США, поселилась в Нью-Йорке. Родила сына и дочь.
Выучив английский язык, в 2002 году дебютировала как прозаик. Её рассказы печатались в «New Yorker», «Харперс Базар», «The New York Times», «Vogue». В 2002 году вышел первый сборник рассказов «В моём доме — евреи» (2003), который получил премию Фонда еврейской культуры.
Как вспоминала сама Лара, попробовав написать сценарий к кинофильму, по совету увидевшего его друга она попробовала написать рассказ (о своём детстве), который заинтересовал литературного агента.
Преподавала в Сити-колледж, ныне преподаёт в Колумбийском университете.
Автор сборников рассказов «В моём доме евреи» и «Брокколи и другие истории о еде и любви», романов «Мемуары музы», «Запах Смолы» и «Пока еще здесь».
В 2012 году сборник рассказов «Брокколи и другие истории о еде и любви» и роман «Мемуары музы» вышли на русском языке в изд-ве «Азбука» (пер. И. Комарова). В 2018 году на русском языке вышел роман «Пока еще здесь» (издательство «Corpus», пер. М. Глезерова) 
Свою первую книгу, которую Вапняр написала в возрасте около тридцати лет, она сама характеризовала как «книжку детских воспоминаний». Её вторая книга, по её словам — «про взрослеющего человека, а третья уже про совсем взрослого».
Её произведения отмечены наградами и были переведены на разные языки.